# Atletica leggera ai Giochi della XXXII Olimpiade - Lancio del martello femminile

Video integrale della Finale

Ai Giochi della XXXII Olimpiade la competizione di Lancio del martello femminile si è svolta nei giorni 1 e 3 agosto 2021 presso lo Stadio nazionale di Tokyo.

## Presenze ed assenze delle campionesse in carica
| Competizione           | Atleta           | Prestazione |          |
| ---------------------- | ---------------- | ----------- | -------- |
| Olimpiadi 2016         | Anita Włodarczyk | 82,29 m     | Presente |
| Commonwealth 2018      | Julia Ratcliffe  | 69,94 m     | Presente |
| Europei 2018           | Anita Włodarczyk | 78,94 m     | Presente |
| Asiatici 2018          | Luo Na           | 71,42 m     | Presente |
| Panamericani 2019      | Gwen Berry       | 74,62 m     | Presente |
| Mondiali 2019          | DeAnna Price     | 77,54 m     | Presente |
|                        |                  |             |          |
| Mondiali under 20 2018 | Camryn Rogers    | 64,90 m     | Presente |

Graduatoria mondiale
In base alla classifica della Federazione mondiale, le migliori atlete iscritte alla gara erano le seguenti:
| Pos. | Atleta           | Punti | Note |
| ---- | ---------------- | ----- | ---- |
| 1    | DeAnna Price     | 1393  |      |
| 2    | Anita Włodarczyk | 1353  |      |
| 3    | Malwina Kopron   | 1338  |      |

## La gara
Il miglior lancio di qualificazione, 76,99 metri, è di Anita Włodarczyk (Polonia). La campionessa in carica vuole entrare nella storia realizzando una tripletta di successi  iniziata a Londra 2012 e proseguita a Rio de Janeiro 2016.
Al primo lancio di finale la metà delle concorrenti fa un nullo. Al secondo turno si vedono i primi lanci oltre i 75 metri: 76,01 della Włodarczyk e 75,30 della cinese Wang Zheng. Nei due turni successivi la polacca realizza una progressione che la porta dapprima a 77,44 e poi a 78,48. Nessuna delle avversarie è in grado di risponderle. Al turno successivo la connazionale Malwina Kopron scaglia l'attrezzo a 75,49 salendo in seconda posizione. Wang Zheng reagisce immediatamente e all'ultimo turno infila un lancio a 77,03 m con il quale ristabilisce le distanze.
Delude DeAnna Price (Stati Uniti), campionessa del mondo in carica e capolista stagionale (80,31 metri), che non fa meglio di 73,09 e finisce ottava.
Per la martellista polacca è il terzo oro olimpico consecutivo.

## Risultati

### Qualificazioni
Qualificazione: 73,50 (Q) oppure i 12 migliori atleti (q) accedono alla finale.
| Pos. | Gruppo | Atleta              | Nazionalità   | 1º    | 2º    | 3º    | Risultato | Note |
| ---- | ------ | ------------------- | ------------- | ----- | ----- | ----- | --------- | ---- |
| 1    | A      | Anita Włodarczyk    | Polonia       | 76,99 |       |       | 76,99     | Q    |
| 2    | B      | Wang Zheng          | Cina          | 71,69 | 74,29 |       | 74,29     | Q    |
| 3    | A      | Brooke Andersen     | Stati Uniti   | 71,32 | 74,00 |       | 74,00     | Q    |
| 4    | B      | Camryn Rogers       | Canada        | 73,97 |       |       | 73,97     | Q    |
| 5    | A      | Alexandra Tavernier | Francia       | 72,34 | 73,51 |       | 73,51     | Q    |
| 6    | A      | Julia Ratcliffe     | Nuova Zelanda | 73,20 | 68,89 | 70,87 | 73,20     | q    |
| 7    | B      | Gwen Berry          | Stati Uniti   | 68,51 | 70,28 | 73,19 | 73,19     | q    |
| 8    | B      | Malwina Kopron      | Polonia       | 73,06 | x     | x     | 73,06     | q    |
| 9    | B      | DeAnna Price        | Stati Uniti   | 71,03 | 72,55 | x     | 72,55     | q    |
| 10   | B      | Joanna Fiodorow     | Polonia       | 72,32 | x     | x     | 72,32     | q    |
| 11   | B      | Bianca Ghelber      | Romania       | 69,78 | 70,80 | 71,72 | 71,72     | q    |
| 12   | A      | Sara Fantini        | Italia        | 71,68 | 69,26 | 69,27 | 71,68     | q    |
| 13   | A      | Hanna Malyshik      | Bielorussia   | 70,80 | x     | x     | 70,80     |      |
| 14   | B      | Silja Kosonen       | Finlandia     | 69,01 | 69,59 | 70,49 | 70,49     |      |
| 15   | A      | Luo Na              | Cina          | 69,86 | 69,62 | x     | 69,86     |      |
| 16   | A      | Hanna Skydan        | Azerbaigian   | 67,93 | x     | 69,57 | 69,57     |      |
| 17   | A      | Zalina Petrivskaya  | Moldavia      | 69,29 | x     | 67,86 | 69,29     |      |
| 18   | A      | Stamatia Scarvelis  | Grecia        | 68,70 | 69,01 | x     | 69,01     |      |
| 19   | A      | Jillian Weir        | Canada        | 68,55 | x     | 68,68 | 68,68     |      |
| 20   | B      | Laura Igaune        | Lettonia      | 68,35 | 68,53 | 66,89 | 68,53     |      |
| 21   | B      | Iryna Klymets       | Ucraina       | 66,63 | x     | 68,29 | 68,29     |      |
| 22   | B      | Rosa Rodriguez      | Venezuela     | x     | 67,25 | 68,23 | 68,23     |      |
| 23   | B      | Lauren Bruce        | Nuova Zelanda | 67,71 | 66,01 | 66,15 | 67,71     |      |
| 24   | B      | Samantha Borutta    | Germania      | 57,00 | 67,38 | 66,47 | 67,38     |      |
| 25   | B      | Martina Hrašnová    | Slovacchia    | 66,63 | x     | 66,55 | 66,63     |      |
| 26   | A      | Réka Gyurátz        | Ungheria      | x     | x     | 66,48 | 66,48     |      |
| 27   | A      | Tugçe Sahutoglu     | Turchia       | 64,23 | 66,06 | 65,66 | 66,06     |      |
| 28   | B      | Nastassia Maslava   | Bielorussia   | 60,52 | x     | 65,15 | 65,15     |      |
| 29   | A      | Laura Redondo       | Spagna        | x     | x     | 62,42 | 62,42     |      |
| 30   | A      | Iryna Novozhylova   | Ucraina       | x     | 58,77 | 59,85 | 59,85     |      |
|      | A      | Krista Tervo        | Finlandia     | x     | x     | x     | nm        |      |

### Finale
| Record mondiale      | Anita Włodarczyk | 82,98 m | Varsavia       | 28 agosto 2016 |
| Record olimpico      | Anita Włodarczyk | 82,29 m | Rio de Janeiro | 15 agosto 2016 |
| Capolista stagionale | DeAnna Price     | 80,31 m | Eugene         | 26 giugno 2021 |

Martedì 3 agosto, ore 20:35.
| Pos.    | Atleta              | Nazionalità   | 1º    | 2º    | 3º    | 4º              | 5º              | 6º              | Risultato | Note                                     |
| ------- | ------------------- | ------------- | ----- | ----- | ----- | --------------- | --------------- | --------------- | --------- | ---------------------------------------- |
| Oro     | Anita Włodarczyk    | Polonia       | x     | 76,01 | 77,44 | 78,48           | x               | 77,02           | 78,48     | Miglior prestazione personale stagionale |
| Argento | Wang Zheng          | Cina          | 73,21 | 75,30 | x     | 71,09           | x               | 77,03           | 77,03     | Miglior prestazione personale stagionale |
| Bronzo  | Malwina Kopron      | Polonia       | x     | 73,09 | x     | 74,11           | 75,49           | 74,59           | 75,49     | Miglior prestazione personale stagionale |
| 4       | Alexandra Tavernier | Francia       | 73,54 | x     | 70,81 | 72,64           | x               | 74,41           | 74,41     |                                          |
| 5       | Camryn Rogers       | Canada        | x     | 74,35 | x     | x               | 71,14           | x               | 74,35     |                                          |
| 6       | Bianca Ghelber      | Romania       | 70,15 | x     | 74,18 | 70,32           | 71,70           | x               | 74,18     | Miglior prestazione personale            |
| 7       | Joanna Fiodorow     | Polonia       | x     | 73,09 | 73,46 | x               | 73,83           | x               | 73,83     | Miglior prestazione personale stagionale |
| 8       | DeAnna Price        | Stati Uniti   | x     | 72,87 | x     | 72,69           | x               | 73,09           | 73,09     |                                          |
| 9       | Julia Ratcliffe     | Nuova Zelanda | 72,61 | 72,69 | 71,79 | Non qualificate | Non qualificate | Non qualificate | 72,69     |                                          |
| 10      | Brooke Andersen     | Stati Uniti   | 72,16 | x     | x     | Non qualificate | Non qualificate | Non qualificate | 72,16     |                                          |
| 11      | Gwen Berry          | Stati Uniti   | 67,66 | x     | 71,35 | Non qualificate | Non qualificate | Non qualificate | 71,35     |                                          |
| 12      | Sara Fantini        | Italia        | 67,55 | 69,10 | 67,91 | Non qualificate | Non qualificate | Non qualificate | 69,10     |                                          |